# 龍虎新風雲
《龍虎新風雲》是於1994年上映的香港電影，黃錦鈿導演，劉青雲、林保怡和鄭則士主演。

## 劇情簡介
劉志勇為一名警察，他被上司李警官派去大圈幫裏做臥底，勇為了掩飾身份，花名為貓仔，期間，他認識了一名好友，叫沙皮。沙皮常為勇解決困難，勇欠黑幫老大祥哥的錢，沙皮也為他解決了，這令勇不忍心把沙皮抓去警察局。
但是，勇見沙皮幫了自己多次，所以決定在船上向沙皮坦白，自己是警察，這令沙皮難以接受，掙扎之下，勇開槍誤殺沙皮，勇激動之下，開始走上一條不歸路...

## 演員
| 演員   | 角色   | 粵語配音 | 關係 |
| 劉青雲 | 何志勇 | 劉青雲   | 臥底警察 為做臥底花名貓仔 李sir下屬 沙皮大圈幫的好友 最後因為不肯就範而被王Sir手下槍殺。                                            |
| 林保怡 | 沙皮   | 陳永信   | 大圈幫一分子 何志勇之好友 最後在水中和何志勇爭執時被其誤殺                                                                          |
| 童愛玲 | 阿麗   | 沈小蘭   | 何志勇女友 |
| 鄭則士 | 鄭明訓 | 鄭則士   | 警察 和李警官協助何志勇臥底的生活 最后因王Sir亂開槍打死何志勇並說他不是警察而打傷其。                                               |
| 仇雲波 | 葉歡   | 高翰文   | 影射葉繼歡 劫案首領 何志勇、沙皮之老大                                                                                              |
| 金興賢 | 王文光 | 劉昭文   | 本片終極大反派 警官 李警官下屬 出賣何志勇，消毀其臥底资料 最后因何志勇不肯就範亂開槍打死而 ，並因不肯承認何志勇為警察被鄭明訓打傷。 |
| 李國麟 | 李Sir  | 潘文柏   | 何志勇上司，王警官之下屬 |
| 李兆基 | 祥哥   |          | 大圈幫老大 因劉志勇欠其錢而派人毆打其                                                                                               |

## 外部連結
- 香港影庫上《龍虎新風雲》的資料（繁體中文）